# Escadrille 14
La Escadrille 14 era una squadriglia che combatté nella prima guerra mondiale inquadrata nella francese Aéronautique Militaire.

## Storia
Costituita il 18 dicembre 1914 sugli aerei Dorand DO 1, la DO 14 è la seconda squadriglia dell'aeronautica militare francese a portare questo numero. Comandata dal capitano André Brault, la squadriglia fu assegnata al distaccamento dell'esercito dei Vosgi (D.A.V.), il 29 dicembre 1914. Rimarrà lì fino al 1º novembre 1917. In seguito, la D.A.V. divenne la 7e armée, il 4 aprile 1915.
Equipaggiata con il Maurice Farman MF.11 nel gennaio del 1915, la MF 14 operava sul fronte dei Vosgi dove prendeva parte ad attacchi locali contro Hartmannswillerkopf e Richackerhoff. Svolse numerose missioni di osservazione nel settore del Linge, tra giugno e agosto 1915. A novembre riceve gli MF 11 bis con motori da 130 cavalli che furono immediatamente impiegati a Hartmannswillerkopf dove erano impegnati francesi e tedeschi in un feroce combattimento.
Dopo aver volato sui Farman F.40 ed i Nieuport 12 dall'agosto 1916, la squadriglia passò sui Dorand AR.1 nel settembre 1917. Fu inviata al Fronte italiano (1915-1918) con la 46e division d'infanterie alpina, il 3 novembre 1917. 
Il 7 novembre è al Campo di aviazione di Verona-Tombetta, il 18 novembre va a Trissino, il 3 dicembre al San Pietro in Gu ed il 13 febbraio 1918 a Castello di Godego.
Integrata con la Ve Armée, partecipò all'attacco e alla presa del Monte Tomba.
Ritornata in Francia il 26 marzo 1918, l'AR 14 divenne una squadriglia organica della 46e Division d'infanterie alpina. Rimarrà unita a questa divisione fino alla fine della Grande Guerra. Il 25 maggio 1918, è impegnata nella terza battaglia delle Fiandre all'interno del 14e corps d'armée integrato nel Distaccamento dell'esercito del Nord. Riceve il suo primo Salmson 2A2 nell'aprile 1918 e diventa SAL 14.
La 46ème D.I che è stato trasferita alla 4e armée, prende parte, dal 15 al 18 luglio, nella quarta battaglia delle Champagne-Ardenne dove le truppe alleate subiscono l'ultima offensiva tedesca del fronte occidentale. Ora sotto il comando del capitano Pierre Dezerville, è impegnata nella Marna e nella Piccardia durante la controffensiva alleata prima a luglio e settembre. Quando la guerra finì, la SAL 14 era a Capelle sur la Meuse, agli ordini della 1re armée.
I suoi equipaggi hanno conseguito cinque vittorie durante la Grande Guerra.
Diventata 3ª squadriglia del 4º reggimento di osservazione, il 1º gennaio 1920 questa unità fu ridenominata 11ª squadriglia del 34º Reggimento dell'aviazione di osservazione il 1º giugno 1924 e poi del 1º gruppo del gruppo I/34, il 1º luglio 1932.

## Aerei
- Dorand DO.1 dal dicembre 1914
- Farman 14 dal gennaio 1915
- Farman F.40 dal novembre 1915
- Nieuport 12 dall'agosto 1916
- Dorand AR.1 dal settembre 1917
- Letord Let.1 dal 1917
- Salmson 2A2 dall'aprile 1918